# Karangsari (Cimanggu)
Karangsari is een bestuurslaag in het regentschap Cilacap van de provincie Midden-Java, Indonesië. Karangsari telt 5168 inwoners (volkstelling 2010).